# Thanatephorus repetosporus
Thanatephorus repetosporus är en svampart som först beskrevs av G. Langer & Ryvarden, och fick sitt nu gällande namn av P. Roberts 1998. Thanatephorus repetosporus ingår i släktet Thanatephorus och familjen Ceratobasidiaceae.   Inga underarter finns listade i Catalogue of Life.